# Іпіутак
Іпіута́к — археологічна культура стародавнього населення узбережжя Берингова моря. Датується приблизно початком нашої ери.
Культуру встановлено при розкопках у селі Іпіутак (мис Надії, північно-західна Аляска) в 1939-41 рр.). Розкопками виявлено поховання, залишки невеликого квадратного житла, різні знаряддя з моржового ікла, кістки, рога та каменю, а також глиняний посуд.
Імовірно, основним заняттям мешканців було полювання, в тому числі сезонний промисел нерпи, китів та моржів.
Мешканці стоянок Іпіутак імовірно були предками ескімосів. 
Культура, вочевидь, є продовженням давньо-берингоморської культури.